# Ngựa Vlaamperd
Ngựa Vlaamperd, còn được gọi với nhiều cái tên khác như Ngựa SA Vlamperd hoặc Ngựa Vlamperd là một giống ngựa rất hiếm được phát triển ở khu vực Western Cape của Nam Phi. Các con ngựa luôn có màu đen, mặc dù ngựa cái có thể có màu nâu sẫm. Chúng được sử dụng cho việc cưỡi và làm việc trong khai thác.

## Lịch sử
Vào năm 1820, Lord Charles Somerset đã nhập một số con ngựa Ả Rập và ngựa thuần chủng vào Nam Phi. Những con ngựa được lai với ngựa địa phương. Kết quả là một con ngựa cưỡi ban đầu được gọi là ngựa Hantam hoặc Ngựa Cape. Đầu những năm 1900, những con ngựa Friesian đã được nhập khẩu vào Nam Phi và được lai tạo với những con ngựa Hantam. Ngoài ra, một vài con ngựa của Ngựa East Friesian, Ngựa Hackney, ngựa Oldenburg và ngựa Vịnh Cleveland cũng được sử dụng. Trong quá trình đó, ngựa Hantam bị tuyệt chủng, được thay thế bằng một con ngựa cưỡi mạnh hơn, cũng có khả năng phục vụ việc kéo xe. Dòng dõi của ngựa Cape cũng là một phần của việc lai giống.
Một con đực giống nền tảng chính là một con ngựa tên Kemp, sinh ở Đông Friesan và Oldenburg. Sau đó, ngựa giống Scheepers, được khai sinh vào năm 1930, có ảnh hưởng đáng kể đến sự phát triển của Vlaamperd.
Trong khi giống ngựa này đang được phát triển, người Hà Lan đã cấm xuất khẩu ngựa Friesian để cố gắng kiểm soát việc sinh sản của ngựa. Để trốn lách luật, người Nam Phi bắt đầu nhập khẩu Friesia từ Antwerp ở Bỉ và gọi Friesian là "Vlaamse perde" hoặc "ngựa Flemish". Từ thuật ngữ này xuất hiện tên Ngựa Vlaamperd.
Hiệp hội những người gây giống Vlaamperd được thành lập năm 1983 tại Bloemfontein để tiếp tục bảo tồn và bảo vệ Vlaamperd. Ngày nay, giống chó ngựa này tuy có số lượng nhỏ nhưng được nhìn thấy trong du lịch và các lễ hội khác nhau ở Nam Phi. Một số phân loại của nó gần như tuyệt chủng. Ngựa Vlaamperd được công nhận ở Nam Phi là một giống độc lập, được thành lập.